# New York Sirens
New York Sirens je americký ženský klub ledního hokeje působící v severoamerické PWHL.

## Historie

### Založení
Dne 29. srpna 2023 bylo oznámeno, že se jedna z prvních šesti organizací nově vzniknuvší PWHL bude nacházet v New Yorku. Dne 1. září byl Pascal Daoust jmenován generálním manažerem týmu. O 14 dní později, 15. září, byl Howie Draper jmenován prvním hlavním trenérem týmu.
Prvními třemi hráčkami New Yorku se staly Micah Zandee-Hartová, Alex Carpenterová a Abby Roquová, které podepsaly smlouvy s klubem 8. září 2023.
První hráčkou draftovanou New Yorkem byla z celkové 4. pozice vybraná Ella Sheltonová.
Do první sezóny vstoupil New York, podobně jako zbylých 5 klubů, s neutrálním názvem New York.

### První sezóna (2024)
Svoje první, a také historicky první, utkání v PWHL odehrál New York 1. ledna 2024 v torontském Mattamy Athletic Centre. První branku v historii ligy vstřelila do sítě Toronta Ella Sheltonová. O první čisté konto v historii ligy se pak v tomto utkání postarala brankářka týmu Corinne Schroederová.
Po prohře 2:5 s Montréalem ve 21. kole základní části ztratil New York, jako první tým, šanci na účast v play-off o Walter Cup. V předposledním zápase základní části si následně tým výhrou proti Ottawě upevnil právo na celkový první výběr v draftu 2024.
Po konci ročníku klub odvolal trenéra Howieho Drapera, kterého nahradil Greg Fargo.

### Druhá sezóna (2024/2025)
Dne 10. června si New York na celkové 1. pozici v draftu vybral Sarah Fillierovou.
Dne 9. září 2024, odhalil New York svoji novou klubovou identitu. Z původní neutrální PWHL New York se stala New York Sirens. O 4 dny později, 13. září klub oznámil, že v sezóně 2024/2025 bude svá domácí utkání hrát v Prudential Center.

## Historické názvy
- 2023 – PWHL New York
- 2024 – New York Sirens

## Umístění v jednotlivých sezonách

### Přehled ligové účasti

#### Stručný přehled
- 2024–: PWHL

#### Jednotlivé ročníky
| USA / Kanada (2024 –) |      |        |    |   |    |    |    |    |    |    |        |                              |
| Sezóny                | Liga | Úroveň | Z  | V | VP | PP | P  | VG | OG | B  | Pozice | Play–off                     |
| 2024                  | PWHL | 1      | 24 | 5 | 4  | 3  | 12 | 53 | 67 | 26 | 6.     | Klub nepostoupil do play-off |
| 2024/2025             | PWHL | 1      | 30 | 8 | 4  | 5  | 13 | 71 | 80 | 37 | 6.     | Klub nepostoupil do play-off |

## Češky v New York Sirens
| Sezóna    | Hráčky |
| 2024      | nikdo  |
| 2024/2025 | nikdo  |